# Élections générales irlandaises de 1933
L’élection générale irlandaise de 1933 s'est tenue le 24 janvier 1933. 152 des 153 députés sont élus et siègent au Dáil Éireann.

## Mode de scrutin
Les élections générales irlandaises se tiennent suivant un scrutin proportionnel plurinominal avec scrutin à vote unique transférable. En effet, le Ceann Comhairle, qui préside le Dáil Éireann, est automatiquement réélu, conformément à l'article 16, alinéa 6, de la Constitution.

## Résultats
| Parti                                              | Parti                    | Leader               | Voix      | %      | +/- | Sièges | +/-        | % du Dáil |
| -------------------------------------------------- | ------------------------ | -------------------- | --------- | ------ | --- | ------ | ---------- | --------- |
|                                                    | Fianna Fáil              | Éamon de Valera      | 689 054   | 49,7 % | 5,2 | 77     | 5          | 50,3      |
|                                                    | Cumann na nGaedhael      | William T. Cosgrave  | 422 495   | 30,5 % | 4,8 | 48     | 9          | 31,4      |
|                                                    | Parti du centre national | Frank MacDermot      | 126 909   | 9,2 %  |     | 11     |            | 7,2       |
|                                                    | Parti travailliste       | William Norton       | 79 221    | 5,7 %  | 2,0 | 8      | 1          | 5,2       |
|                                                    | Indépendants             | Indépendants         | 68 882    | 5,0 %  | 5,4 | 9      | 5          | 5,9       |
| Votes blancs et nuls                               | Votes blancs et nuls     | Votes blancs et nuls | 14 707    |        |     |        |            |           |
| Total                                              | Total                    | Total                | 1 401 265 | 100 %  |     | 153    | stagnation | 100       |
| Participation                                      | Participation            | Participation        | 1 727 680 | 81,3 % |     |        |            |           |
| Un gouvernement Fianna Fáil minoritaire est formé. |                          |                      |           |        |     |        |            |           |

Si on ne compte pas le Ceann Comhairle, Fianna Fáil a 76 députés soit 50 % des sièges. Ce n'est pas la majorité absolue. Un gouvernement Fianna Fáil est formé avec l'appui des travaillistes. Cet appui ne servira pas longtemps parce que Fianna Fáil remportera des élections partielles. 

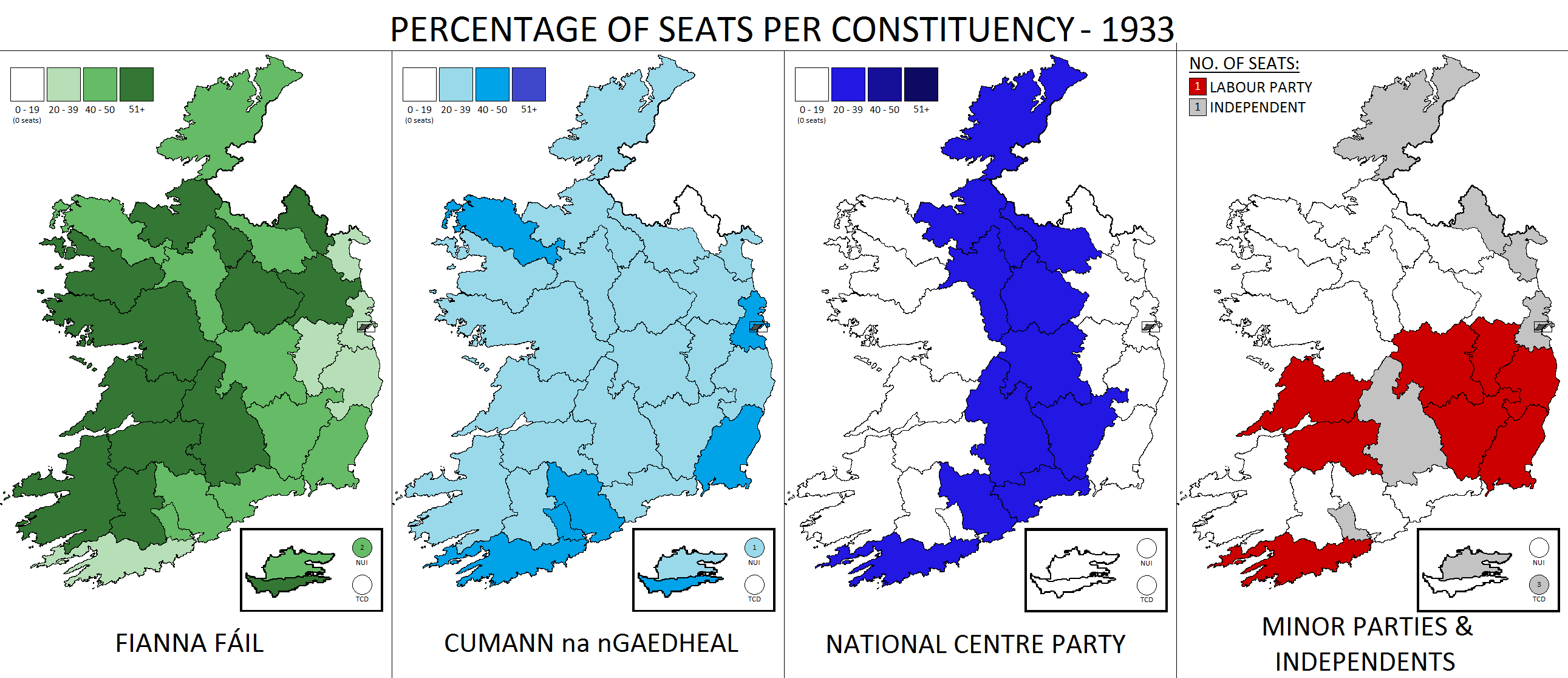
Résultats par circonscription

Résultats par circonscription